# Eupogonius strandi
Eupogonius strandi är en skalbaggsart som beskrevs av Stefan von Breuning 1942. Eupogonius strandi ingår i släktet Eupogonius och familjen långhorningar.
Artens utbredningsområde är Costa Rica. Inga underarter finns listade i Catalogue of Life.